# Васін Віктор Володимирович
Віктор Володимирович Васін (рос. Виктор Владимирович Васин, нар. 6 жовтня 1988, Ленінград) — російський футболіст, захисник клубу «Уфа».
Виступав, зокрема, за ЦСКА (Москва), а також національну збірну Росії.

## Клубна кар'єра

### Ранні роки
Вихованець санкт-петербурзької «Зміни», де спочатку грав в амплуа опорного півзахисника. Але незадовго до випуску стало ясно, що його дані відповідають позиції центрального захисника. До часу переходу в «Спартак-Нальчик», що відбувся в 2006 році, Віктор бачив себе тільки в цьому амплуа. «Зеніт» брав гравців зі «Зміни» на перегляд, однак Віктор, який не хотів «нав'язуватися», так і не отримав запрошення, тому агент гравця шукав варіанти його працевлаштування.
Збираючись на перегляд у нальчикський клуб, Віктор лише в останній день дізнався, в яку команду їде. З 2008 року футболіст став виступати за основний склад команди, де грав, замінюючи травмованого Міодрага Джудовіча. У 2009 році Васін на правах оренди перейшов в клуб ФНЛ «Нижній Новгород», за який провів 31 матч і забив один гол. Після цього Віктор повернувся в Нальчик, незважаючи на бажання «Нижнього Новгорода» викупити його контракт. Там Віктор замінив Олександра Амісулашвілі, який пішов з команди. В цілому Васін провів вдалий сезон і заслужив виклик у збірну.

### ЦСКА
13 січня 2011 року Васін підписав контракт з московським ЦСКА. Незабаром після переходу Васін отримав важку травму — пошкодження передньої хрестоподібної зв'язки. 24 січня гравцеві була зроблена операція. Перше тренування в загальній групі Васін провів тільки 27 травня 2011 року. 29 травня Віктор потрапив в заявку на гру з «Кубанню», але в матчі участі не взяв. Незабаром після цього у нього знову почалися проблеми з коліном і до тренувань він приступив лише в жовтні, проте на поле так не разу і не з'явився. Оговтавшись від травми, на зборі в Іспанії зіграв у товариському матчі проти вільних агентів, в якому відзначився забитим м'ячем. Дебютував за ЦСКА 28 квітня 2012 року у грі проти московського «Спартака» (2:1), замінивши у перерві матчу травмованого Василя Березуцького. У трьох останніх матчах сезону виходив у стартовому складі і виглядав досить надійно. В наступних двох сезонах Васін з'явився на полі лише чотири рази (у всіх випадках — в Кубку Росії).
14 липня 2014 року Віктор на правах оренди перейшов у саранську «Мордовію» до кінця сезону 2014/15. Дебютував у новій команді 2 серпня 2014 року в грі першого туру чемпіонату проти «Уралу». Він вийшов на поле в стартовому складі і провів весь матч. Васін закріпився в основному складі і провів всі матчі в чемпіонаті Росії. 13 вересня у зустрічі сьомого туру проти московського «Локомотива» він забив свій перший м'яч у складі саранської команди. Після цього Васін повернувся в ЦСКА і навіть взяв участь у кількох матчах, але Віктору не вдалося не лише стати основним захисником, але навіть закріпитися на лавці запасних.
Влітку 2016 року Васін знову відправився в оренду, на цей раз в «Уфу». До зимової перерви захисник провів без замін усі матчі своєї команди, демонструючи впевнену гру, ставши одним з лідерів команди. Наразі встиг відіграти за уфимську команду 13 матчів в національному чемпіонаті.

## Виступи за збірні
11 серпня 2010 року провів свій перший і єдиний матч за молодіжну збірну Росії проти латвійців. Також Васін викликався у другу збірну Росії. Вперше — у травні 2012 року. Дебют на полі у складі другої збірної відбувся 15 серпня 2012 року в переможному матчі проти збірної Бельгії (4:0). Всього у складі другої збірної команди Васін провів два матчі.
У листопаді 2010 року отримав виклик до складу основної збірної на товариський матч з бельгійцями і вийшов на заміну на 46 хвилині. У матчі зіграв невдало, допускаючи грубі помилки. Одна з них призвела до голу, який забив Ромелу Лукаку. Другий виклик в головну збірну країни стався в листопаді 2015 року — Васін зіграв проти збірної Хорватії (1:3), а ще через рік зіграв у товариській грі проти Катару (1:2). Наразі провів у формі головної команди країни 3 матчі.

## Титули і досягнення
- Чемпіон Росії (3):

ЦСКА (Москва): 2012–13, 2013–14, 2015–16
- Володар Кубка Росії (2):

ЦСКА (Москва): 2010–11, 2012–13
- Володар Суперкубка Росії (1):

ЦСКА (Москва): 2013